# Margot Nienkämper
Margot Nienkämper (* 16. Dezember 1953 in Lahnstein) ist eine deutsche Politikerin (CDU).

## Leben und Werdegang
Nach ihrem Abitur besuchte Nienkämper die EWH Koblenz und legte dort die wissenschaftliche Prüfung und die Staatsprüfung für das Lehramt an Grund- und Hauptschulen erfolgreich ab. 1979 nahm sie die Tätigkeit als Lehrerin an der Landesschule für Blinde und Sehbehinderte in Neuwied auf, die sie mit dem Einzug in den Landtag ruhen lassen musste.
2003 erhielt sie das Bundesverdienstkreuz am Bande.

## Politik
Im Jahr 1976 trat Nienkämper in die CDU ein. Von 1989 an hatte sie den Vorsitz des Kreisverbandes der CDU im Rhein-Lahn-Kreis inne. Sie gehörte dem Kreistag an, in dem sie zeitweise Vorsitzende der CDU-Fraktion war. Von 1987 bis 2001 war sie Mitglied des rheinland-pfälzischen Landtags, in dem sie ab 1994 das Amt der stellvertretenden Fraktionsvorsitzenden bekleidete.